# Lust for Life (이기 팝의 음반)
| 전문가 평가                   | 전문가 평가 |
| 평가 점수                     | 평가 점수   |
| 출처                          | 점수        |
| ----------------------------- | ----------- |
| AllMusic                      | [ 1 ]       |
| Blender                       | [ 4 ]       |
| Chicago Tribune               | [ 5 ]       |
| Christgau's Record Guide      | A−          |
| Encyclopedia of Popular Music | [ 7 ]       |
| Pitchfork                     | 9.0/10      |
| Q                             | [ 9 ]       |
| The Rolling Stone Album Guide | [ 10 ]      |
| Sounds                        | [ 11 ]      |
| Spin Alternative Record Guide | 6/10        |

《Lust for Life》는 RCA 레코드가 1977년 8월 29일 발매한 미국의 싱어송라이터 이기 팝의 두 번째 솔로 음반이다. 그것은 올해 초에 발매된 《The Idiot》에 이어 데이비드 보위와의 두 번째 콜라보레이션이었다. 이 음반은 평론가들의 찬사를 얻었고 현재까지 팝의 가장 상업적으로 성공한 음반이 되었고, 그것은 또한 영국에서 그의 유일한 골드 인증 음반으로 남아있다.
《Lust for Life》는 1977년 5월부터 6월까지 서베를린의 한자 스튜디오에서 녹음되었으며, 프로듀싱은 보위, 팝, 엔지니어 콜린 서스턴이 맡았다. 팝, 보위, 기타리스트 리키 가디너, 그리고 베이스와 드럼의 토니 폭스 세일즈와 헌트 세일즈 형제의 투어 밴드가 각각 이 음반의 주요 라인업을 구성했다. 《The Idiot》가 주로 보위에 의해 작곡된 이후 팝은 《Lust for Life》에 대한 더 많은 통제권을 갖는 것에 대해 확고히 여겼고, 종종 〈Sixteen〉을 포함한 자신만의 편곡을 작곡했다. 이것은 하드 록과 프로토펑크 사운드를 밴드 스투지스와 함께 했던 그의 오래된 스타일에 더 가깝게 만들었다. 팝은 유명한 타이틀곡을 포함한 일부 곡에 보위의 편곡을 사용했다.
발매 후, 《Lust for Life》는 RCA 레코드로부터 거의 승진을 받지 못했지만, 영국 음반 차트에서 28위로 정점을 찍었고, 2016년 《Post Pop Depression》 때까지 팝의 가장 높은 차트 음반으로 남아있었다. 이 곡은 또한 네덜란드에서 8위로 정점을 찍었고 미국 빌보드 200 차트에서 120위로 정점을 찍었다. 비판적으로, 《Lust for Life》는 좋은 평가를 받았고, 많은 사람들이 팝의 에너지 넘치는 퍼포먼스와 《The Idiot》와 비교한 그의 더 큰 역할을 칭찬했다. 또한 1980년대 중반까지 팝과 보위의 마지막 콜라보레이션이었다.

## 배경
약물 중독 기간 후, 이기 팝은 1976년 그의 친구 데이비드 보위와 함께 아이솔라 투어에 참여했고, 이후 술이 깰 것이라는 희망으로 그와 함께 유럽으로 이주했다. 샤토 성으로 이사한 후 프랑스 샤토 드 에후빌의 에루빌앙벡생은 팝의 첫 번째 솔로 음반을 프로듀싱하기로 결정했다. 1976년 6월부터 8월까지 녹음된 《The Idiot》는 1974년 그의 전 밴드 스투지스의 해체 이후 팝의 첫 번째 음반이었다. 대부분의 음악은 보위가 작곡한 반면 팝은 작곡에 대한 반응으로 대부분의 가사를 썼다. 보위가 창작에 큰 영향을 끼쳤기 때문에, 《The Idiot》는 아트 록에 더 가까운 스타일을 선호하며 스투지스의 프로토펑크 사운드에서 탈피했다. 이 음반이 완성된 후, 보위는 자신의 음반인 《Low》를 《The Idiot》를 연상시키는 스타일로 녹음했다. 1977년 1월 보위의 레이블 RCA 레코드가 《Low》를 발매했고, 예상치 못한 상업적 성공으로 인해 보위는 RCA를 설득해 3월에 《The Idiot》를 발매했다. 이 음반은 팝과 관련된 가장 큰 상업적 성공작이 되었고, 미국과 영국 차트에서 모두 톱 40에 진입했다.
보위는 《Low》의 프로모션을 거절하고, 대신 팝을 자신의 투어에서 지원하기로 결정했다. 보위는 기타를 치는 리키 가디너를 포함한 밴드를 결성했고, 베이스와 드럼을 각각 토니 폭스 세일즈와 헌트 세일즈 형제는 밴드를 결성했다. 리허설은 1977년 2월 중순에 시작되었고 투어는 3월 초에 시작되었다. 연주된 곡들은 인기 있는 스투지즈 넘버, 《The Idiot》의 두 곡, 그리고 〈Tonight〉, 〈Some Wiird Sin〉, 〈Turn Blue〉를 포함한 《Lust for Life》에 나올 곡들을 포함했다. 보위는 팝으로부터 스포트라이트를 빼앗지 않고, 종종 키보드 뒤에 머물며 청중들에게 연설하지 않는 것에 대해 단호했다. 투어는 4월 16일에 끝났다. 《The Idiot》와 투어의 성공은 팝의 명성과 성공을 그가 스투지스와 함께 이룬 것보다 더 크게 만들었다. 그러나 인터뷰를 하는 동안 그는 종종 자신의 작품보다 보위에 대한 질문을 받았다. 이것은 팝을 좌절시켰고, 다음 협업을 위해서는 그가 더 많은 통제력을 가져야 한다는 것을 깨닫게 했다.

## 곡 목록
| #  | 제목               | 작사·작곡              | 재생 시간 |
| -- | ------------------ | ---------------------- | --------- |
| 1. | 〈Lust for Life〉  | 이기 팝, 데이비드 보위 | 5:13      |
| 2. | 〈Sixteen〉        | 팝                     | 2:26      |
| 3. | 〈Some Weird Sin〉 | 팝, 보위               | 3:42      |
| 4. | 〈The Passenger〉  | 팝, 리기 가디너        | 4:44      |
| 5. | 〈Tonight〉        | 팝, 보위               | 3:39      |

| #  | 제목                     | 작사·작곡                               | 재생 시간 |
| -- | ------------------------ | --------------------------------------- | --------- |
| 6. | 〈Success〉              | 팝, 보위, 가디너                        | 4:25      |
| 7. | 〈Turn Blue〉            | 팝, 월터 레이시, 보위, 워렌 피스        | 6:56      |
| 8. | 〈Neighborhood Threat〉  | 팝, 보위, 가디너                        | 3:25      |
| 9. | 〈Fall in Love with Me〉 | 팝, 보위, 헌터 세일즈, 토니 폭스 세일즈 | 6:30      |

## 인증
| 국가                       | 인증 | 판매량/출하량 |
| -------------------------- | ---- | ------------- |
| 영국 (BPI)                 | 골드 | 100,000^      |
| ^출하량을 기반으로 한 인증 |      |               |